# ودنا
وِدَنا (انگلیسی: Vedanā) یک اصطلاح پالی و سانسکریت است که در بودیسم به معنای «احساس» یا «حس» به کار می‌رود. ودنا به تجربه‌های حسی خوشایند، ناخوشایند و خنثی اشاره دارد که هنگامی که حواس ما با اشیاء خارجی در تماس قرار می‌گیرند، ایجاد می‌شوند. به عبارت دیگر، ودنا به کیفیت یا «لحن احساسی» یک تجربه حسی اشاره دارد.
برای مثال، وقتی یک غذای خوشمزه می‌خوریم، احساس لذت و رضایت که تجربه می‌کنیم یک نوع ودنا است. یا وقتی به صدای موسیقی گوش می‌دهیم که دوست داریم، احساس آرامش و شادی که در ما ایجاد می‌شود نیز یک نوع ودنا است. به همین ترتیب، وقتی درد فیزیکی یا احساس ناراحتی را تجربه می‌کنیم، این نیز یک نوع ودنا است.
در بودیسم، ودنا به عنوان یکی از پنج «کنده» (khandha) یا «عوامل تشکیل‌دهنده وجود» در نظر گرفته می‌شود. چهار کنده دیگر عبارتند از: «شکل» (rupa)، «ادراک» (sañña)، «ساختارهای ذهنی» (sankhara) و «آگاهی» (viññana). درک ودنا و ماهیت آن برای رهایی از رنج و رسیدن به رستگاری از چرخهٔ تناسخ ضروری است.
در متن آموزه‌های بودایی، به ودنا به عنوان یکی از دوازده حلقه «وابستگی متقابل» (pratītyasamutpāda) نیز اشاره شده است. وابستگی متقابل به زنجیره‌ای از علل و معلول‌ها اشاره دارد که منجر به تولد مجدد و رنج می‌شوند. در این زنجیره، ودنا به عنوان  نتیجه «تماس» (phassa) بین حواس و اشیاء خارجی ایجاد می‌شود و خود نیز علت «عطش» (tanhā) و «وابستگی» (upādāna) است که منجر به رنج بیشتر می‌شوند.
در باور بوداییان، با تمرین «ذهن‌آگاهی» (sati) و «بینش» (vipassana)، فرد می‌تواند ودنا را به طور عمیق درک کند و از وابستگی به آن رهایی یابد. این آزادی از وابستگی به ودنا، منجر به رهایی از رنج و رسیدن به نیروانا می‌شود.